# Helianthemum caballeroi
Helianthemum caballeroi är en solvändeväxtart som beskrevs av Pérez Dacosta, Mateo och J.M.Aparicio. Helianthemum caballeroi ingår i släktet solvändor, och familjen solvändeväxter. Inga underarter finns listade i Catalogue of Life.